# Джаясандера, Тасита
Тасита Джаясандера (англ. Thusitha Jayasundera; родилась в 1971 году) — британская актриса шриланкийского происхождения, играющая в театре, в кино и на телевидении.
Джаясандера родилась в Шри-Ланке. Она училась в школе для девочек, которой руководили австралийские миссионеры, позже переехала в Великобританию и окончила Королевскую академию драматического искусства (1993). Джаясандера играла в ряде сериалов BBC (в частности, в «Чисто английском убийстве», «Безмолвном свидетеле», «Докторе Фостере»), в театральной адаптации романа Майкла Морпурго «Боевой конь». В 2020 году она присоединилась к касту сериала Amazon Prime «Властелин колец: Кольца власти», премьера которого состоялась 2 сентября 2022 года.
Фильмография
| Год       |   | Русское название               | Оригинальное название                     | Роль              |
| --------- | - | ------------------------------ | ----------------------------------------- | ----------------- |
| 1999—2002 | с | Холби-сити                     | Holby City                                |                   |
| 2003—2006 | с | Чисто английское убийство      | Bill                                      | Рамани Де Коста   |
| 2003—2006 | с | Безмолвный свидетель           | Silent Witness                            | Аиша Масуд        |
| 2015—2015 | с | Доктор Фостер                  | Doctor Foster                             | Рос Махендра      |
| 2019—2019 | с | Убийства в Мидсомере           | Midsomer Murders                          |                   |
| 2022      | с | Властелин колец: Кольца власти | The Lord of the Rings: The Rings of Power | Мальва Медоуграсс |